# Ojeda, Inagua y Pajonales
Ojeda, Inagua y Pajonales este o arie protejată (arie specială de conservare — SAC, sit de importanță comunitară — SCI, arie de protecție specială avifaunistică — SPA) din Spania întinsă pe o suprafață de 3.527,6 ha, integral pe uscat.

## Localizare
Centrul sitului Ojeda, Inagua y Pajonales este situat la coordonatele 27°56′38″N 15°41′55″W / 27.9438°N 15.6985°V.

## Înființare
Situl Ojeda, Inagua y Pajonales a fost declarat arie de protecție specială avifaunistică în septembrie 1987 pentru a proteja 4 specii de plante și 1 specie de animale. Alte tipuri de protecție:
- sit de importanță comunitară (în octombrie 1999)
- arie specială de conservare (în ianuarie 2010)[1][2][3]

## Biodiversitate
Situată în ecoregiunea , aria protejată conține 2 habitate naturale: Pante stâncoase silicioase cu vegetație casmofită, Păduri de pin endemic canariene.
La baza desemnării sitului se află mai multe specii protejate:
- plante (4): Dendriopoterium pulidoi, Helianthemum bystropogophyllum, Isoplexis isabelliana, Teline rosmarinifolia
- păsări (1): turturică (Streptopelia turtur)